# نادي النصر السعودي موسم 2011–12
| نادى النصر السعودي                                   | نادى النصر السعودي                                  |
| ---------------------------------------------------- | --------------------------------------------------- |
|                                                      |                                                     |
| موسم 2011–12                                         |                                                     |
| رئيس النادي : فيصل بن تركي بن ناصر آل سعود           |                                                     |
| المدير الفني : جوستافو كوستاس                        |                                                     |
| بطولات الموسم                                        |                                                     |
| الدوري السعودي الممتاز                               | التاسع                                              |
| كأس الملك                                            |                                                     |
| كأس ولي العهد                                        |                                                     |
| هداف الفريق                                          |                                                     |
| هداف الدوري: خالد الزيلعي (1)                        |                                                     |
| {\displaystyle \rightarrow } الموسم الماضى 2010-2011 | الموسم التالى {\displaystyle \leftarrow } 2012-2013 |

يدخل الفريق الأول لنادي النصر السعودي هذا الموسم في ثلاث مسابقات رسمية، الدوري السعودي الممتاز وكأس الملك وكأس ولي العهد.

## يوليو
تم التوقيع مع المدافع عنتر يحيى لمدة موسمين.
اجرت إدارة النصر مخالصة مالية مع بالأرجنتيني فيكتور فيقاروا.
انهى النادي جميع الالتزامات المالية التي عليه لللاعبين جون ماكين ورزفان والمدرب زينغا.
تعاقدت الإدارة مع الطبيب الجزائري الدكتور محمد رياض تركي.
قررت الإدارة عدم تجديد عقد المدافع أحمد الدوخي.
صدر قرار إدارة النادي بتعيين بندر العمران وناصر الفهد للعمل في الفئات السنية.
وصلت بعثة الفريق إلى الطائف لإقامة معسكر استعداداي.
تلقت خزينة نادي النصر دعماً من أعضاء الشرف وصل إلى 22 مليون ريال.
ووافقت الإدارة على مشاركة الفريق في بطولة بني ياس.
وقعت إدارة النادي مخالصة مالية مع اللاعب الروماني اوفيديو بتري.

## الاستعداد للموسم
وصلت بعثة الفريق إلى الطائف لإقامة معسكره هناك استعدادا للموسم المقبل. قاد تدريبات الفريق المنسق الفني علي كميخ بسبب تأخر وصول المدرب الأرجنتيني جوستافو كوستاس. امتد المعسكر عشرة أيام.
تلقت إدارة نادي النصر دعوة من نادي بني ياس الإماراتي للمشاركة في بطولة ودية  ووافقت الإدارة على مشاركة الفريق في البطولة وقدمت اعتذارها للجنة المنظمة لبطولة المصيف عن عدم المشاركة.

### بطولة بني ياس الدولية 2011
حقق النصر بطولة بني ياس الدولية للعام 2011 كما سمي حسين عبد الغني أفضل لاعب بالبطولة.
  الفوز
  التعادل
  الخسارة
  مؤجلة
| {{{تاريخ}}} |   |             |  |
| {{{فريق1}}} | × | {{{فريق2}}} |  |

| {{{تاريخ}}} |   |             |  |
| {{{فريق1}}} | × | {{{فريق2}}} |  |

| {{{تاريخ}}} |   |             |  |
| {{{فريق1}}} | × | {{{فريق2}}} |  |

| الترتيب | الفريق   | لعب | فاز | تعادل | خسر | له | عليه | الفارق | النقاط |
| ------- | -------- | --- | --- | ----- | --- | -- | ---- | ------ | ------ |
| 1       | النصر    | 3   | 2   | 0     | 1   | 7  | 4    | +3     | 6      |
| 2       | الصفاقسي | 3   | 2   | 0     | 1   | 7  | 4    | +3     | 6      |
| 3       | بني ياس  | 3   | 2   | 0     | 1   | 4  | 3    | +1     | 6      |
| 4       | الجيش    | 3   | 0   | 0     | 3   | 2  | 9    | -7     | 0      |

## الجهازين الفني والإداري
تعاقدت الإدارة مع الطبيب الجزائري الدكتور محمد رياض تركي استشاري الطب الرياضي وإصابات الملاعب ليتولى الإشراف على العيادة الطبية بالنادي.
صدر قرار إدارة النادي بتعيين لاعبي الفريق السابقين بندر العمران وناصر الفهد للعمل ضمن الطاقم الفني في الفئات السنية.
وقّعت إدارة النادي مع مدرب الحراس الوطني ماجد الغانم ليعمل في الفئات السنية
.
عقد في مقر النادي الاجتماع المفتوح لجميع أعضاء الشرف المسجلين في نادي النصر ورأسه الأمير منصور بن سعود بن عبد العزيز وانسحب الأمير ممدوح بن سعود من الاجتماع.

### الإدارة
| رئيس النادي                | فيصل بن تركي بن ناصر آل سعود |
| نائب رئيس النادي           | عامر السلهام                 |
| مدير الكرة                 | سلمان القريني                |
| المنسق الفني               | علي كميخ                     |
| الإشراف على العيادة الطبية | محمد رياض تركي               |
| أمين الصندوق               | منصور الشلهوب                |
| مدير إدارة الفئات السنية   | خالد الرشيدان                |
| مدير المركز الإعلامي       | جعفر السبيعي                 |

### الجهاز الفني
| المدير الفنى   | جوستافو كوستاس        |
| المدرب المساعد | فرانسيسكو بيزارو      |
| مدرب اللياقة   | الكسزس ميقيل كورتيز   |
| مدرب الحراس    | باولو سيزار فيرنانديز |

## الانتقالات
تم التوقيع الرسمي مع قائد المنتخب الجزائري ونادي بوخوم الألماني المدافع عنتر يحيى لمدة موسمين.
أنهت إدارة النصر علاقتها بالأرجنتيني فيكتور فيقاروا بعد إجراء مخالصة مالية معه، وانضم لصفوف نادي نيولز أولد بويز الأرجنتيني بعد أن قضى موسمين في صفوف النصر.
انهى النادي جميع الالتزامات المالية التي عليه لللاعبين الأسترالي جون ماكين والروماني رزفان والمدرب الإيطالي والتر زينغا ولا يوجد لأي منهم أي مستحقات مالية على النادي.
وقعت إدارة النادي مخالصة مالية مع اللاعب الروماني اوفيديو بتري.
وقررت الإدارة عدم تجديد عقد المدافع أحمد الدوخي.
انهى النصر رسميا تسجيل اللاعب خالد الغامدي لاعب القادسية.
تعاقد النصر مع لاعب نادي غلطة سراي التركي المهاجم الكولومبي خوان بابلو بينو.
وقع اللاعب أحمد عباس عقداً احترافياً مع النادي لمدة ثلاث سنوات.
وافقت إدارة الأهلي على إعارة مهاجم الفريق مالك معاذ إلى نادي النصر لمدة عام واحد.
انهت إدارة نادي الرائد التعاقد مع لاعب فريق النصر احمد الحضرمي بنظام الإعارة لمدة عام.
تعاقد نادي القادسية مع لاعب نادي النصر عبد الكريم الخيبري لمدة عام بنظام الإعارة.
وقع النصر مخالصة مالية مع اللاعب محمد الشهراني
.

### إلى النادي
| المركز    | الاسم            | من                | المبلغ         |
| --------- | ---------------- | ----------------- | -------------- |
| مهاجم     | مالك معاذ        | الأهلي            | 5ر1 مليون ريال |
| ظهير أيمن | خالد الغامدي     | نادي القادسية     | 2 مليون ريال   |
| وسط       | خوان مارسير      | أرجنتينوس جونيورز | 9 مليون ريال   |
| مدافع     | عنتر يحيى        | نادي بوخوم        | 12 مليون ريال  |
| ظهير أيمن | وليد الطايع      | نادي الحزم        | 3 مليون ريال   |
| مهاجم     | مصعب العتيبي     | الفريق الأولمبي   | [ 26 ]         |
| وسط       | عبد العزيز فلاته | نادي القادسية     | مجاني          |
| ظهير ايسر | عدنان فلاتة      | نادي الاتحاد      | 5ر1 مليون ريال |

### من النادي
| المركز    | الاسم       | إلى | المبلغ |
| --------- | ----------- | --- | ------ |
| ظهير أيمن | أحمد الدوخي |     |        |

## اللاعبين
اصيب اللاعب سعود حمود مع المنتخب الأولمبي وسيبتعد عن الملاعب لمدة ستة أشهر.
| الحراس | الحراس | الحراس | الحراس | الحراس | الحراس |
| --- | ------ | ------ | ------ | ------ | ------ |
| خالد راضي كميل الوباري عبد الله العنزي حسين ربيع                                                                           |        |        |        |        |        |
| الدفاع |        |        |        |        |        |
| عبد الله القرني محمد عيد شايع شراحيلي حسين عبد الغني عمر هوساوي عبده برناوي عنتر يحيى عدنان فلاتة وليد الطايع خالد الغامدي |        |        |        |        |        |

| الوسط                                                                                                   | الوسط | الوسط | الوسط | الوسط | الوسط |
| --- | ----- | ----- | ----- | ----- | ----- |
| خالد الزيلعي عبد المحسن العسيري عبد الرحمن القحطاني إبراهيم غالب أحمد عباس خوان مارسير عبد العزيز فلاته |       |       |       |       |       |
| الهجوم                                                                                                  |       |       |       |       |       |
| محمد السهلاوي سعد الحارثي ريان بلال سعود الحمود مصعب العتيبي                                            |       |       |       |       |       |

## مسابقات الفريق الأول

### دوري زين السعودي 2011-12

#### ملخص النتائج
| المجموع | المجموع | المجموع | المجموع | المجموع | المجموع | المجموع | المجموع | في أرضه | في أرضه | في أرضه | في أرضه | في أرضه | في أرضه | خارج أرضه | خارج أرضه | خارج أرضه | خارج أرضه | خارج أرضه | خارج أرضه |
| لعب     | فاز     | تعادل   | خسر     | له      | عليه    | فارق    | النقاط  | فاز     | تعادل   | خسر     | له      | عليه    | فارق    | فاز       | تعادل     | خسر       | له        | عليه      | فارق      |
| ------- | ------- | ------- | ------- | ------- | ------- | ------- | ------- | ------- | ------- | ------- | ------- | ------- | ------- | --------- | --------- | --------- | --------- | --------- | --------- |
| 3       | 1       | 1       | 1       | 2       | 3       | −1      | 4       | 1       | 0       | 0       | 1       | 0       | +1      | 0         | 1         | 1         | 1         | 3         | −2        |

#### المباريات
الفوز
  التعادل
  الخسارة
  مؤجلة
| {{{تاريخ}}} |   |             |  |
| {{{فريق1}}} | × | {{{فريق2}}} |  |

| {{{تاريخ}}} |   |             |  |
| {{{فريق1}}} | × | {{{فريق2}}} |  |

| {{{تاريخ}}} |   |             |  |
| {{{فريق1}}} | × | {{{فريق2}}} |  |

| {{{تاريخ}}} |   |             |  |
| {{{فريق1}}} | × | {{{فريق2}}} |  |

| {{{تاريخ}}} |   |             |  |
| {{{فريق1}}} | × | {{{فريق2}}} |  |

| {{{تاريخ}}} |   |             |  |
| {{{فريق1}}} | × | {{{فريق2}}} |  |

| {{{تاريخ}}} |   |             |  |
| {{{فريق1}}} | × | {{{فريق2}}} |  |

| {{{تاريخ}}} |   |             |  |
| {{{فريق1}}} | × | {{{فريق2}}} |  |

| {{{تاريخ}}} |   |             |  |
| {{{فريق1}}} | × | {{{فريق2}}} |  |

| {{{تاريخ}}} |   |             |  |
| {{{فريق1}}} | × | {{{فريق2}}} |  |

| {{{تاريخ}}} |   |             |  |
| {{{فريق1}}} | × | {{{فريق2}}} |  |

| {{{تاريخ}}} |   |             |  |
| {{{فريق1}}} | × | {{{فريق2}}} |  |

| {{{تاريخ}}} |   |             |  |
| {{{فريق1}}} | × | {{{فريق2}}} |  |

| {{{تاريخ}}} |   |             |  |
| {{{فريق1}}} | × | {{{فريق2}}} |  |

| {{{تاريخ}}} |   |             |  |
| {{{فريق1}}} | × | {{{فريق2}}} |  |

| {{{تاريخ}}} |   |             |  |
| {{{فريق1}}} | × | {{{فريق2}}} |  |

| {{{تاريخ}}} |   |             |  |
| {{{فريق1}}} | × | {{{فريق2}}} |  |

| {{{تاريخ}}} |   |             |  |
| {{{فريق1}}} | × | {{{فريق2}}} |  |

| {{{تاريخ}}} |   |             |  |
| {{{فريق1}}} | × | {{{فريق2}}} |  |

| {{{تاريخ}}} |   |             |  |
| {{{فريق1}}} | × | {{{فريق2}}} |  |

| {{{تاريخ}}} |   |             |  |
| {{{فريق1}}} | × | {{{فريق2}}} |  |

| {{{تاريخ}}} |   |             |  |
| {{{فريق1}}} | × | {{{فريق2}}} |  |

| {{{تاريخ}}} |   |             |  |
| {{{فريق1}}} | × | {{{فريق2}}} |  |

| {{{تاريخ}}} |   |             |  |
| {{{فريق1}}} | × | {{{فريق2}}} |  |

| {{{تاريخ}}} |   |             |  |
| {{{فريق1}}} | × | {{{فريق2}}} |  |

| {{{تاريخ}}} |   |             |  |
| {{{فريق1}}} | × | {{{فريق2}}} |  |

### المباريات
لم يتم الإعلان عنها بعد.
لم يتم الإعلان عنها بعد.

## مسابقات الفريق الأولمبي

### كأس الأمير فيصل بن فهد تحت 23 سنه 2011-12

#### ملخص النتائج
| المجموع | المجموع | المجموع | المجموع | المجموع | المجموع | المجموع | المجموع | في أرضه | في أرضه | في أرضه | في أرضه | في أرضه | في أرضه | خارج أرضه | خارج أرضه | خارج أرضه | خارج أرضه | خارج أرضه | خارج أرضه |
| لعب     | فاز     | تعادل   | خسر     | له      | عليه    | فارق    | النقاط  | فاز     | تعادل   | خسر     | له      | عليه    | فارق    | فاز       | تعادل     | خسر       | له        | عليه      | فارق      |
| ------- | ------- | ------- | ------- | ------- | ------- | ------- | ------- | ------- | ------- | ------- | ------- | ------- | ------- | --------- | --------- | --------- | --------- | --------- | --------- |
| 1       | 0       | 1       | 0       | 3       | 3       | 0       | 1       | 0       | 0       | 0       | 0       | 0       | 0       | 0         | 1         | 0         | 3         | 3         | 0         |

### المباريات
الفوز
  التعادل
  الخسارة
  مؤجلة
| {{{تاريخ}}} |   |             |  |
| {{{فريق1}}} | × | {{{فريق2}}} |  |

| {{{تاريخ}}} |   |             |  |
| {{{فريق1}}} | × | {{{فريق2}}} |  |

| {{{تاريخ}}} |   |             |  |
| {{{فريق1}}} | × | {{{فريق2}}} |  |

## مسابقات فريق الشباب (تحت 20 سنه)

### الدوري السعودي الممتاز للشباب 2011-12

#### ملخص النتائج
| المجموع | المجموع | المجموع | المجموع | المجموع | المجموع | المجموع | المجموع | في أرضه | في أرضه | في أرضه | في أرضه | في أرضه | في أرضه | خارج أرضه | خارج أرضه | خارج أرضه | خارج أرضه | خارج أرضه | خارج أرضه |
| لعب     | فاز     | تعادل   | خسر     | له      | عليه    | فارق    | النقاط  | فاز     | تعادل   | خسر     | له      | عليه    | فارق    | فاز       | تعادل     | خسر       | له        | عليه      | فارق      |
| ------- | ------- | ------- | ------- | ------- | ------- | ------- | ------- | ------- | ------- | ------- | ------- | ------- | ------- | --------- | --------- | --------- | --------- | --------- | --------- |
| 0       | 0       | 0       | 0       | 0       | 0       | 0       | 0       | 0       | 0       | 0       | 0       | 0       | 0       | 0         | 0         | 0         | 0         | 0         | 0         |

#### المباريات
لم يتم الإعلان عنها بعد.

### كأس الاتحاد السعودي للشباب 2011-12

#### مرحلة المجموعات
يتأهل الأول من المجموعات الثلاث مباشرة. كما يتأهل الفريق صاحب أفضل مركز ثاني.
  الفوز
  التعادل
  الخسارة
  مؤجلة
| {{{تاريخ}}} |   |             |  |
| {{{فريق1}}} | × | {{{فريق2}}} |  |

| المركز | الفريق        | لعب | فار | تعادل | خسر | له | عليه | الفارق | النقاط |
| ------ | ------------- | --- | --- | ----- | --- | -- | ---- | ------ | ------ |
| 1      | الأهلي الشاب  | 1   | 1   | 0     | 0   | 2  | 0    | +2     | 3      |
| 2      | الاتفاق الشاب | 1   | 1   | 0     | 0   | 2  | 1    | +1     | 3      |
| 3      | النصر الشاب   | 1   | 0   | 0     | 1   | 1  | 2    | -1     | 0      |
| 4      | الأنصار الشاب | 1   | 0   | 0     | 1   | 0  | 2    | -2     | 0      |

## مسابقات فريق الناشئين (تحت 17 سنه)

### الدوري السعودي الممتاز للناشئين 2011-12

#### ملخص النتائج
| المجموع | المجموع | المجموع | المجموع | المجموع | المجموع | المجموع | المجموع | في أرضه | في أرضه | في أرضه | في أرضه | في أرضه | في أرضه | خارج أرضه | خارج أرضه | خارج أرضه | خارج أرضه | خارج أرضه | خارج أرضه |
| لعب     | فاز     | تعادل   | خسر     | له      | عليه    | فارق    | النقاط  | فاز     | تعادل   | خسر     | له      | عليه    | فارق    | فاز       | تعادل     | خسر       | له        | عليه      | فارق      |
| ------- | ------- | ------- | ------- | ------- | ------- | ------- | ------- | ------- | ------- | ------- | ------- | ------- | ------- | --------- | --------- | --------- | --------- | --------- | --------- |
| 0       | 0       | 0       | 0       | 0       | 0       | 0       | 0       | 0       | 0       | 0       | 0       | 0       | 0       | 0         | 0         | 0         | 0         | 0         | 0         |

#### المباريات
لم يتم الإعلان عنها بعد.

### كأس الاتحاد السعودي للناشئين 2011-12

#### مرحلة المجموعات
يتأهل الأول من المجموعات الثلاث مباشرة. كما يتأهل الفريق صاحب أفضل مركز ثاني.
  الفوز
  التعادل
  الخسارة
  مؤجلة
| {{{تاريخ}}} |   |             |  |
| {{{فريق1}}} | × | {{{فريق2}}} |  |

| المركز | الفريق            | لعب | فار | تعادل | خسر | له | عليه | الفارق | النقاط |
| ------ | ----------------- | --- | --- | ----- | --- | -- | ---- | ------ | ------ |
| 1      | الاتفاق (تحت 17)  | 1   | 1   | 0     | 0   | 2  | 0    | +2     | 3      |
| 2      | النصر (تحت 17)    | 1   | 0   | 1     | 0   | 0  | 0    | 0      | 1      |
| 2      | القادسية (تحت 17) | 1   | 0   | 1     | 0   | 0  | 0    | 0      | 1      |
| 4      | الطائي (تحت 17)   | 1   | 0   | 0     | 1   | 0  | 2    | -2     | 0      |

## روابط
1. 1 2  "Daralhayat.com". مؤرشف من الأصل في 2019-12-25. اطلع عليه بتاريخ 2022-07-10.
2. 1 2  الاقتصادية : فيقاروا: أتمنى أن تكون تجربتي أفضل من النصر .. وابن طالب يرد: الله يوفقك نسخة محفوظة 26 أغسطس 2016 على موقع واي باك مشين.
3. 1 2  اليوم : الارجنتيني جوستافو كوستاس مدربا للنصر نسخة محفوظة 18 سبتمبر 2011 على موقع واي باك مشين.
4. 1 2  الجزائري محمد رياض مشرفاً على وحدة العلاج نسخة محفوظة 2020-10-11 على موقع واي باك مشين.
5. 1 2  "Daralhayat.com". مؤرشف من الأصل في 2016-03-04. اطلع عليه بتاريخ 2022-07-10.
6. 1 2  "Daralhayat.com". مؤرشف من الأصل في 2016-03-05. اطلع عليه بتاريخ 2022-07-10.
7. 1 2  النصر يبدأ معسكره بالطائف وسط تطلعات بالعودة الى المنافسة - جريدة الرياض نسخة محفوظة 2020-10-11 على موقع واي باك مشين.
8. ↑  Index of / نسخة محفوظة 17 ديسمبر 2019 على موقع واي باك مشين.
9. 1 2  النصر السعودي يشارك في بطولة بني ياس الودية نسخة محفوظة 25 مايو 2014 على موقع واي باك مشين.
10. 1 2  القلق يدب في النصر بسبب المطوع .. وكوستاس يصل اليوم - جريدة الرياض نسخة محفوظة 2020-10-11 على موقع واي باك مشين.
11. ↑  التشيلي فرنانديز والفنزويلي غونزاليس يقتربان من النصر وعباس يترك الفريق - جريدة الرياض نسخة محفوظة 2020-10-11 على موقع واي باك مشين.
12. ↑  الاقتصادية : النصر يواجه الأهلي والهلال في رمضان نسخة محفوظة 10 يونيو 2016 على موقع واي باك مشين.
13. ↑  اليوم : وكيل فيغاروا يهدد النصراويين بالفيفا نسخة محفوظة 16 أكتوبر 2011 على موقع واي باك مشين.
14. ↑  http://alweeam.com/2011/08/24/%D8%A7%D9%84%D9%86%D8%B5%D8%B1-%D9%8A%D8%AD%D9%82%D9%82-%D8%A8%D8%B7%D9%88%D9%84%D8%A9-%D8%A8%D9%86%D9%8A-%D9%8A%D8%A7%D8%B3-%D9%88%D8%B9%D8%A8%D8%AF%D8%A7%D9%84%D8%BA%D9%86%D9%8A-%D8%A7%D9%81%D8%B6/ نسخة محفوظة 2020-10-11 على موقع واي باك مشين.
15. ↑  الغانم يدرب حراس النصر نسخة محفوظة 2020-10-11 على موقع واي باك مشين.
16. ↑  صحيفة عكاظ - 24 شرفيا في اجتماع النصر والخزينة ما زالت خاوية [وصلة مكسورة] نسخة محفوظة 05 مارس 2016 على موقع واي باك مشين.
17. 1 2  اليوم : النصر يصل إلى تسوية مع القادسية ويسجل الغامدي نسخة محفوظة 25 مايو 2014 على موقع واي باك مشين.
18. ↑  الكولومبي بابلو في طريقه للنصر.. ومحمد بن عبدالله يدعم النادي بنصف مليون - جريدة الرياض نسخة محفوظة 2020-10-11 على موقع واي باك مشين.
19. ↑  اليوم : عباس يوقّع للنصر لمدة ثلاث سنوات نسخة محفوظة 3 أغسطس 2020 على موقع واي باك مشين.
20. ↑  أهلي جدة يُعير مهاجمه مالك معاذ إلى النصر السعودي لمدة عام نسخة محفوظة 17 ديسمبر 2019 على موقع واي باك مشين.
21. 1 2  الرائد يتعاقد مع حضرمي النصر - جريدة الرياض نسخة محفوظة 2020-10-11 على موقع واي باك مشين.
22. 1 2  صحيفة سبورت السعودية - أخبار الكرة السعودية نسخة محفوظة 10 أبريل 2021 على موقع واي باك مشين.
23. ↑  اليوم : مالك ينتقل للنصر معارا ومفاوضات الأردني عبدالفتاح مستمرة نسخة محفوظة 25 مايو 2014 على موقع واي باك مشين.
24. ↑  النصر يوقع مع الأرجنتيني مارسير لمدة عامين نسخة محفوظة 04 مارس 2016 على موقع واي باك مشين.
25. ↑  عنتر يحيى نصراوياً لموسمين | صحيفة المدينة نسخة محفوظة 25 مايو 2014 على موقع واي باك مشين.
26. 1 2  النصر يتعاقد مع ظهير الحزم وليد الطايع - جريدة الرياض نسخة محفوظة 09 ديسمبر 2013 على موقع واي باك مشين.
27. ↑  فلاتة صفقة ناجحة للنصر - جريدة الرياض نسخة محفوظة 17 سبتمبر 2011 على موقع واي باك مشين.
28. ↑  النصر يضم عدنان فلاتة لموسمين | صحيفة المدينة نسخة محفوظة 04 مارس 2016 على موقع واي باك مشين.